# محوطه خانه سرده ایزدین
محوطه خانه سرده ایزدین مربوط به دوران‌های تاریخی پس از اسلام سده‌های ۴ و ۵ ه‍.ق است و در شهرستان رودسر، بخش رحیم آباد، روستای ایزدین واقع شده و این اثر در تاریخ ۲ بهمن ۱۳۸۲ با شمارهٔ ثبت ۱۰۷۲۳ به‌عنوان یکی از آثار ملی ایران به ثبت رسیده‌است.